# Таллинская телебашня
Таллинская телебашня (эст.  Tallinna teletorn) — телебашня в городе Таллин, Эстония. Достигает в высоту 314 метров. Телебашня была построена к парусной регате, проведённой в Таллине в рамках XXII летних Олимпийских игр в Москве. Первый камень был заложен 30 сентября (по некоторым данным, на 5 дней раньше — 25 сентября) 1975 года. Официальное открытие телебашни состоялось 11 июля 1980 года. Смотровая площадка, расположенная на высоте 170 метров, была открыта для посетителей до 26 ноября 2007 года, после чего её закрыли на реконструкцию. После ремонта башня вновь открыла двери для посетителей 5 апреля 2012 года.
Башня состоит из железобетонного ствола высотой 190 метров и закреплённой на нём металлической мачты высотой 124 метра. Внизу башни располагается двухэтажное здание с оборудованием, вестибюлями и конференц-центром. Диаметр башни в нижней части составляет 15,2 м, а толщина стены — 50 см. На уровне 140 метров и выше диаметр башни сокращается до 8,2 м. На строительство ушло 10000 м³ бетона и 1900 тонн железа.

## Особенности конструкции Таллинской телебашни
В сооружении Таллинской телебашни участвовало 32 строительных предприятия. Создателями проекта телебашни были московские специалисты Государственного проектного института Министерства связи. Главным инженером проекта выступил Евгений Игнатов, главным конструктором — Владимир Обыдов, архитекторами — Юрий Синис и Давид Басиладзе.
Перед проектировщиками стояли две сложные задачи: выбрать тип конструкции и место возведения башни. Тип конструкции был определён: свободно опирающееся бетонное основание со стальной антенной, общей высотой 314 метров. Внутри башни из железобетона можно установить всё оборудование, а наверху построить смотровую площадку с рестораном, куда поднимает имеющийся в башне скоростной лифт. При идеальных условиях высота башни позволяет передавать качественные радио- и телепрограммы в радиусе 90 км.
При выборе места учитывалось множество факторов: расстояние до заселённых районов города, которое является залогом качественного приёма передач; геологические особенности поверхности; удалённость от аэропорта и силуэт города Таллина. В итоге выбор пал на место в 8 километрах от центра города рядом с зоной отдыха, ботаническим садом и мотоклубом. Высота поверхности над уровнем моря — 23 метра. Телебашня выделяется на фоне окружающего ландшафта и влияет на архитектуру в данной местности. Сооружение хорошо просматривается как со стороны моря, так и со стороны города.
Конструкция состоит из трёх частей: фундамент, железобетонный ствол высотой 190 метров и металлическая антенна высотой 124 метра. На высоте 150—182 м расположена верхняя часть башни диаметром 38 метров. Там находятся смотровая платформа, ресторан, аппаратная коммерческих радиостанций. Внизу, вокруг ствола башни, расположено двухэтажное строение, диаметр которого также составляет 38 метров. Там находятся технические и вспомогательные службы.
Плита фундамента из железобетона, диаметр которой 38 м, толщина — 2,5 м, опущена на глубину 8,5 м. Эта плита поддерживает железобетонный ствол башни, диаметр которого у подножия 15,2 м, а на высоте 180 метров — всего 8,2 м. Толщина стены ствола внизу 500 мм, наверху — 350 мм, это сделано для того, чтобы башня сохраняла устойчивость даже во время сильных штормов. До 1967 года все высотные здания в Эстонии были построены во втором ветровом районе, но после шторма в 1967 году, когда скорость ветра достигла 42 метров в секунду, башню проектировали с расчётом на четвёртый ветровой район.
Общая масса башни составляет свыше 20 000 тонн. Центр тяжести расположен у подножия ствола башни и поэтому она не может перевернуться, даже если плита фундамента будет находиться на поверхности.
Генеральным подрядчиком был Таллинский строительный трест, субподрядчиками — Строительный трест железобетонных изделий, трест «Metallkonstruktsioonid», трест «Raadioehitus». Заказчиком выступила дирекция строительства телебашни Министерства связи ЭССР, которую возглавлял Воотеле Тысине.

## Ход строительства
Во время строительства телебашни было использовано множество новых технических решений. При заливке железобетонного ствола башни использовали метод скольжения. Бетонную форму установили на высоту в 2,5 м, вмонтировали арматуру и залили бетон. После этого форму подняли, сузили её до необходимого диаметра и начали бетонирование новой секции. И сейчас на стволе через каждые 2,5 метра можно увидеть кольца от бетонирования. Процесс непрерывно длился 8 месяцев, ствол башни рос метр за метром. Использовали бетон марки M-400, на основе смеси сланцевой золы с портландцементом. Бетон разработали учёные Таллинского Политехнического института под руководством профессора Вернера Кикаса. Бетон рассчитан на триста морозоустойчивых циклов. Дальнейшие исследования показали, что прочность бетона оказалась выше нормативов.
Антенна башни изготовлена из стальных цилиндров. Металлоконструкции устанавливали, используя метод волочения. В первую очередь наверх подняли цилиндр с наименьшим диаметром, под него был помещён нижний цилиндр с большим диаметром и с помощью блоков и лебёдок верхний цилиндр вытолкнули наверх. В ходе этого в верхнюю часть каждого цилиндра вмонтировали вибраторы передатчиков телевизионных и ультракоротких волн.
Металлический каркас верхней оболочки башни массой более 120 тонн был собран вокруг ствола башни на земле, а затем поднят на высоту 170 м. Работами от начала и до конца руководил прораб Александер Эхала и бригадир Вяйно Саар, который часто решал очень сложные проблемы и с кем проектировщики были всегда согласны.
Телебашня — это сложный объект, поэтому за ним осуществляется постоянный геодезический контроль: наблюдают за усадкой фундамента, вертикальным отклонением, состоянием железобетона и металлоконструкций и другими параметрами башни. Допустимое отклонение под влиянием силы ветра вершины башни составляет 1,5 м, смотровой платформы — 90 см. Помимо ветра, на неё воздействует и солнечное тепло, вследствие чего шпиль приобретает своеобразную кривизну. В металлической части башни, между 190 и 260 м расположен двухместный лифт и люки, ведущие на внешнюю платформу, с которой проверяют и чинят антенны. В бетонной части есть лестница, которая ведёт из подвала на высоту 190 метров, и насчитывает 1050 ступенек.

## Даты строительства
30 сентября 1975 г. — закладка первого камня.
Апрель 1976 г. — завершение работ по установке плиты фундамента.
Май 1977 г. — строительство железобетонного ствола, во время которого было уложено 17 500 тонн бетона и 330 км арматуры.
Февраль 1978 г. — строительство внутри башни шахты лифта из 52 железобетонных блоков.
Апрель 1978 г. — начало строительства металлической части антенны.
13 июня 1978 г. — башня достигает проектной высоты 314 м.
30 октября 1978 г. — подъём каркаса верхней строительной части.
Декабрь 1978 — установка 16 опор верхней части, башня приобретает предусмотренный проектом силуэт.
20 декабря 1979 г. — первый сигнал с башни передан в эфир.
11 июля 1980 г. — официальное открытие Таллинской телебашни.
26 ноября 2007 г. — смотровая платформа на высоте 170 метров закрывается для посетителей (причиной явилось отсутствие необходимого числа путей эвакуации и аварийных выходов).
4 апреля 2012 г. — Таллинская телебашня после реконструкции вновь открывается для посетителей.

## Технические данные
• Высота башни: 314 м
• Высота смотровой платформы: 170 м
• Высота над уровнем моря: 24 м
• Общая масса: > 25 000 тонн
• Диаметр смотровой платформы: 38 м
• Глубина фундамента: 8,5 м
• Толщина плиты фундамента: 2,5 м
• Допустимое отклонение под влиянием силы ветра, на вершине башни: 1,5 м
• Допустимое отклонение смотровой платформы: 90 см
• В бетонной части (от подвала до металлической части) 1050 ступенек
• Между 13-м и 18-м этажами башня внутри не полая, эти этажи 20 метров высотой (там находятся только шахты лифтов и пожарная лестница)
По состоянию на февраль 2010 с Таллинской телебашни транслируются следующие теле- и радиопрограммы:
Радиостанции:
- Vikerraadio,
- Raadio 2,
- Радио 4,
- Klassikaraadio,
- Raadio Tallinn,
- Raadio 7,
- Maania,
- Energy,
- Sky,
- Sky+,
- Русское радио,
- Uuno,
- Raadio 100,
- Kuku,
- Dinamit FM,
- U-Pop

Телеканалы:
• DTV (Digitaaltelevisioon)
GSM-передатчики:
• Telia
• Elisa
• Tele 2
Телебашни по аналогичному проекту построены в Вильнюсе и Баку, а также было начато строительство в Екатеринбурге, которая в 2018 году была снесена

## Упоминания в книгах
- Тиит Массо. 100 построек. Таллин,1983 год.
- Г. П. Морозов. Таллинская телевизионная башня. Министерство связи ЭССР, 1986 г. Таллин, Типография издательства ЦК КПЭ.